# Don Gilmore
Don Gilmore es un productor de música estadounidense. Es conocido particularmente gracias a su trabajo en algunos de los primeros álbumes del grupo musical estadounidense Linkin Park: Hybrid Theory, Meteora y Reanimation. Gilmore también ha producido álbumes para Avril Lavigne, Lacuna Coil, Duran Duran, Hollywood Undead, Scary Kids Scaring Kids, K'naan, Korn, Dashboard Confessional, Eve 6, Good Charlotte, TRUSTcompany, Bullet for My Valentine, Escape the Fate y muchos otros.

## Producciones discográficas
| Año  | Artista                 | Álbum                          |
| ---- | ----------------------- | ------------------------------ |
| 2013 | Korn                    | The Paradigm Shift             |
| 2012 | Bullet for My Valentine | Temper Temper                  |
| 2012 | Three Days Grace        | Transit of Venus               |
| 2012 | Lacuna Coil             | Dark Adrenaline                |
| 2010 | Escape the Fate         | Escape the Fate                |
| 2010 | Good Charlotte          | Cardiology                     |
| 2010 | Bullet for My Valentine | Fever                          |
| 2009 | Lacuna Coil             | Shallow Life                   |
| 2009 | K'naan                  | Troubadour                     |
| 2008 | Hollywood Undead        | Swan Songs                     |
| 2007 | Dashboard Confessional  | The Shade of Poisoned Trees    |
| 2007 | Scary Kids Scaring Kids | Scary Kids Scaring Kids        |
| 2007 | Good Charlotte          | Good Morning Revival           |
| 2007 | The Crash Motive        | Consequence                    |
| 2006 | Dashboard Confessional  | Dusk and Summer                |
| 2006 | Elefant                 | The Black Magic Show           |
| 2006 | The Veronicas           | The Secret Life of...          |
| 2005 | Trapt                   | Someone in Control             |
| 2005 | Trust Company           | True Parallels                 |
| 2004 | Duran Duran             | Astronaut                      |
| 2004 | Submersed               | In Due Time                    |
| 2004 | Buddahead               | Crossing the Invisible Line    |
| 2004 | Avril Lavigne           | Under My Skin                  |
| 2004 | Revis                   | Places for Breathing           |
| 2003 | Linkin Park             | Meteora                        |
| 2003 | Lo-Pro                  | Lo-Pro                         |
| 2002 | Linkin Park             | Reanimation                    |
| 2002 | Trust Company           | The Lonely Position of Neutral |
| 2001 | Rob Zombie              | The Sinister Urge              |
| 2001 | Lit                     | Atomic                         |
| 2001 | Sugar Ray               | Sugar Ray                      |
| 2001 | Stereomud               | Perfect Self                   |
| 2000 | Neve                    | Neve                           |
| 2000 | Good Charlotte          | Good Charlotte                 |
| 2000 | Linkin Park             | Hybrid Theory                  |
| 2000 | Eve 6                   | Horroscope                     |
| 2000 | The Union Underground   | Education in Rebellion         |
| 1999 | Papa Vegas              | Hello Vertigo                  |
| 1999 | Lit                     | A Place in the Sun             |
| 1999 | Eve 6                   | Eve 6                          |
| 1997 | The Cunninghams         | Zoroed Out                     |
| 1997 | Another Society         | Blood Wrong                    |
| 1993 | Sweet Water             | Sweet Water                    |

- Datos: Q1025847